# Kauksi Ülle
Kauksi Ülle, születési neve Ülle Kahusk (Võru, 1962. szeptember 23. –) észt költő, író, műfordító.

## Életútja
1962. szeptember 23-án született Võrúban. A Rõuge községhez tartozó Saarlasõ faluban nőtt fel. Általános és középiskolai tanulmányait Rõugében végezte el. 1981-től a Tartui Egyetem Filológiai Karán tanult, ahol 1986-ban újságírói diplomát szerzett. 1991 és 1993 között a Võru Rádió főszerkesztőjeként és ügyvezető igazgatójaként dolgozott. 1993 óta a Finnugor Alapítvány tartui központjának a titkára.
1987-ben jelent meg első verses kötete Kesk umma mäke címmel. 1995–96-ben egy-egy verses kötete jelent meg võro nyelven. A 2004-ben bemutatott Taarka című színdarabja szetu nyelven íródott és Hilana Taarka (1856–1933) szetu énekesnőről szól. 2008-ban került bemutatásra a mű filmváltozata Ain Mäeots rendezésében.

## Művei
Verseskötetek
- Kesk umma mäke (1987)
- Hanõ vai luigõ (1989)
- Jyriyy (1991)
- Agu ni Eha / Morn and Eve (1995, võro nyelven és angolul)
- Kuldnaanõ / Kultanainen (1996, võro nyelven és finnül)
- Nõsõq rõõmu mõrsija (2001)
- Käänüpäiv (2003)
- Emaemamaa (2005)
- Palunõiaq (2012)
- Valit luulõq (2012)

Próza
- Säng (1997)
- Paat (1998)
- Huuv´ (2000)
- Uibu (2003)

Dráma
- Taarka (2004)
- Kuus tükkü (2006)